# Jankowice Małe
Jankowice Małe es una población de Polonia en el voivodato de Baja Silesia que pertenece al distrito de Oława. Está integrada en el municipio de Oława y se encuentra a 9 kilómetros de esta ciudad, la capital regional Breslavia se sitúa a 37 kilómetros en dirección noroeste.
Se trata de una pequeña población rural rodeada de huertos y campos de cultivo en la que residen unas cincuenta familias. No dispone de tiendas por lo que es necesario desplazarse a las poblaciones cercanas para realizar las compras. Dispone de una capilla dedicada a la Virgen María restaurada hace poco.
Antes de 1945 pertenecía a Alemania y se llamaba Klein Jenkwitz que es su nombre en el idioma alemán.